# Moses Staffelsteiner

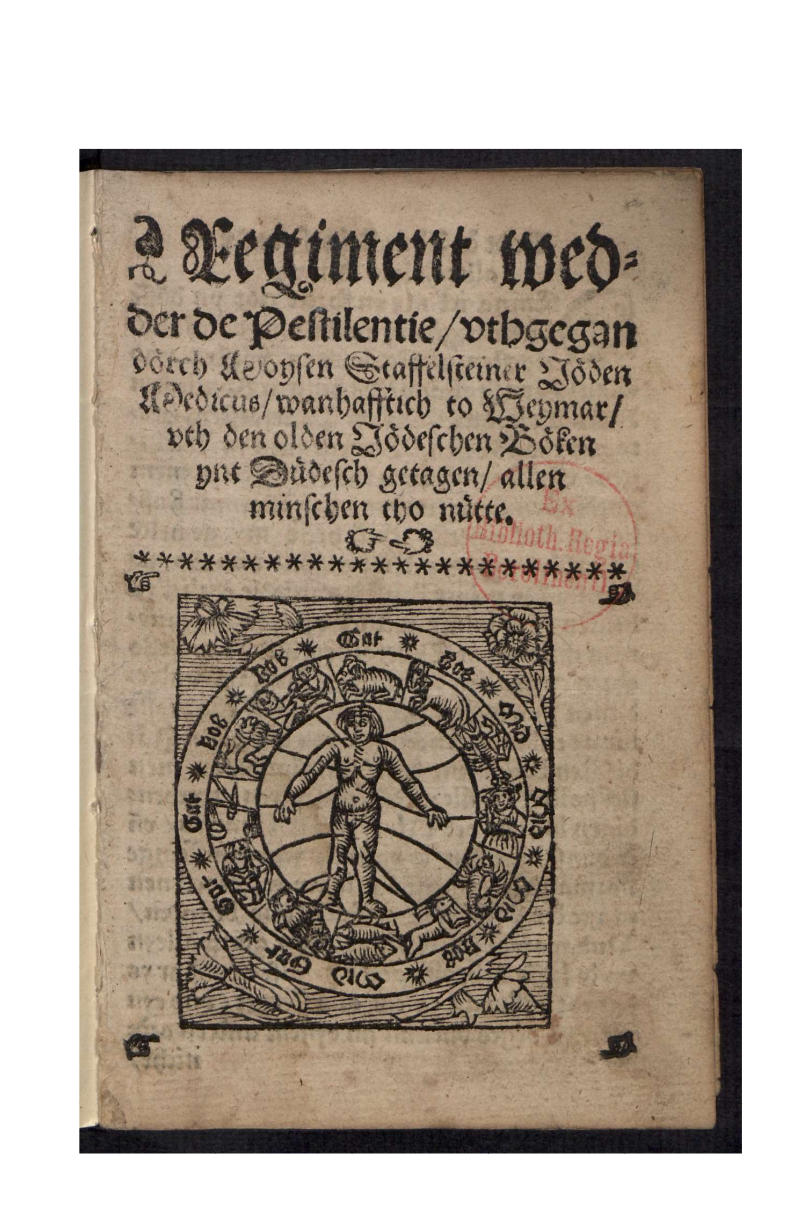
Moses Staffelsteiners Pestregiment, gedruckt von Johann Balhorn 1547

Moses Staffelsteiner (* vor 1529; † vermutlich 1554) war ein deutscher Arzt.

## Leben und Wirken
Staffelsteiner war ein jüdischer Arzt und eine medizinische Autorität seiner Zeit, der sich 1529 mit seiner Familie in Weimar ansiedeln durfte.
Seit der von Friedrich „dem Einfältigen“, Landgraf von Thüringen, angewiesenen generellen Ausweisung von Juden im Jahr 1436 erhielten in der Folgezeit nur einige wenige Ausgewählte mit Schutzbriefen die Erlaubnis, sich zeitlich befristet in den Residenzstädten Weimar und Eisenach niederzulassen. Staffelsteiner war einer der wenigen Juden, der einen solchen Schutzbrief erhielt. Bis 1815 war seine vermutlich die einzige jüdische Familie in Weimar.
In einem Schutzbrief von 1533 mit einer Geltungsdauer für weitere drei Jahre wird neben Staffelsteiners ärztlicher Tätigkeit noch die des Kaufmannes genannt.
Seine Schrift „Eyn nutzlich Bewarunge auch Heylunge der Pestilentzischen Sucht. Auszgangen durch Moyses Staffelsteiner Juden medicus. Ausz den alten Jüdischen büchern inns deütsch gezogen.“ war ein Standardwerk im ausgehenden Mittelalter. Es wurde mehrfach gedruckt und immer wieder neu aufgelegt, auch unter dem Titel „Pestregime“, oder es wurden seine Rezepte gegen die Pest in Rezeptesammlungen aufgenommen.
Die Rezepte von Arzneien, Behandlungs- und Verhaltshinweisen bleiben im Rahmen des damaligen Standes der medizinischen Kenntnisse. Der Verweis auf alte jüdische Schriften, die ins deutsche übersetzt seien, wie der Titel der Veröffentlichung verspricht, ist wohl eher dem Autor geschuldet, aber nicht dem Inhalt des Buches zu entnehmen.
Auf der ersten Seite seiner Schrift widmet sich Staffelsteiner einer Danksagung an den Kurfürsten Johann Friedrich „den Großmütigen“ von Sachsen, dem er seinen Schutzbrief zu verdanken hatte.
Zwei Töchter Staffelsteiners konvertierten in den Jahren 1536 und 1546 zum christlichen Glauben. Über die Mitgift einer Tochter gab es Klage des Bräutigams an den Kurfürsten. Staffelsteiner dementiert eine Ungleichbehandlung seiner Töchter und betont stattdessen, die Tochter sei besonders gut ausgestattet worden.

## Werke
- Moses Staffelsteiner: Regiment wedder de Pestilentie/vthgegan doerch Moysen Staffelsteiner Joeden Medicus wanhafftich to Weymar vth den olden Joedeschen Boeken ynt Duedesch getagen allen minschen tho nuette. Gedruckt von Johann Balhorn, Lübeck 1547. (Digitalisat).